# Sierra de los Órganos (Nuevo México)
La Sierra de los Órganos (en inglés: Organ Mountains) es un grupo de montañas serradas del sur de Nuevo México en los Estados Unidos de América. Está ubicada a 16 km al este de la ciudad de Las Cruces en el condado de Doña Ana en Nuevo México.

## Geografía
La sierra de los Órganos está localizada cerca del borde sur de un eje de montañas prolongado del lado este del río Grande. La sierra está casi contigua a la sierra de San Andrés al norte y a la sierra de los Mansos (o sierra de Franklin) al sur, pero geológicamente es muy diferente. La sierra de los Órganos está conformada básicamente de rocas ígneas de granito y riolita.
La sierra de San Andrés-(porción sur de la sierra de San Agustín), está separada de la sierra de los Órganos por el Paso de San Agustín, por el que pasa la ruta estadounidense 70 en su camino al Campo de misiles de las Arenas Blancas. El monumento Nacional de las Arenas Blancas y Álamo Gordo.  La sierra de los Mansos (sierra de Franklin) está separada de la sierra de los Órganos por un espacio de 10 millas conocido como el Espacio de Antonio.

## Historia
Denominada sierra de los Órganos por su similitud a este instrumento musical, fue denominada así por en 1682 por el gobernador Otermín. También ha sido conocida con los siguientes nombres: Sierra de los Mansos, Sierra del Olvido.